# George Turner
Pour les articles homonymes, voir George Turner (homme politique), George Turner (rugby à XV) et Turner.
Ne doit pas être confondu avec Joseph Mallord William Turner.
George Turner, né le 2 avril 1841 et mort le 29 mars 1910, est un agriculteur et peintre paysagiste britannique surnommé "Derbyshire's John Constable" (le John Constable du Derbyshire).

## Biographie

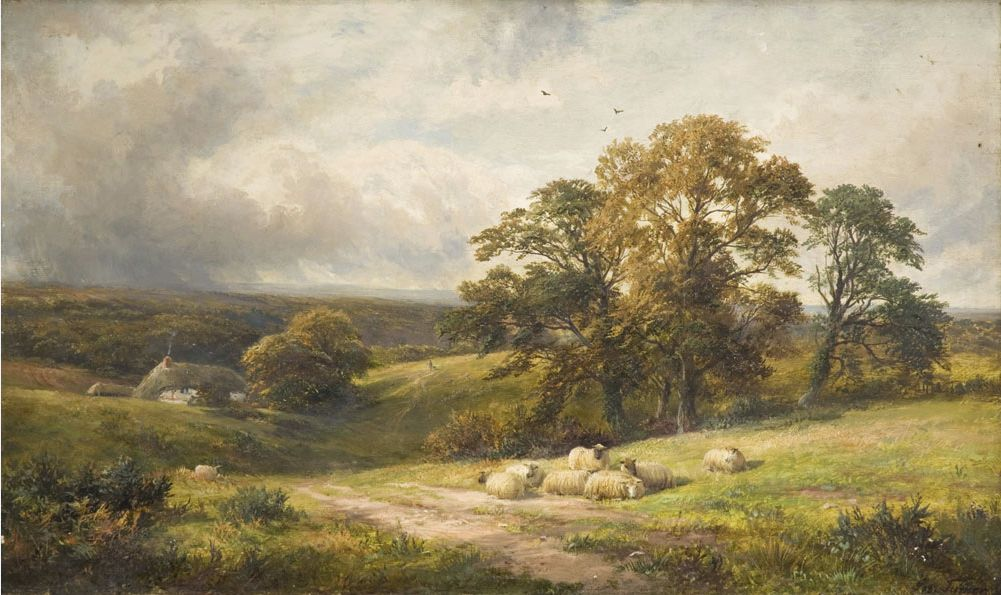
A quiet scene in South Derbyshire, 1885

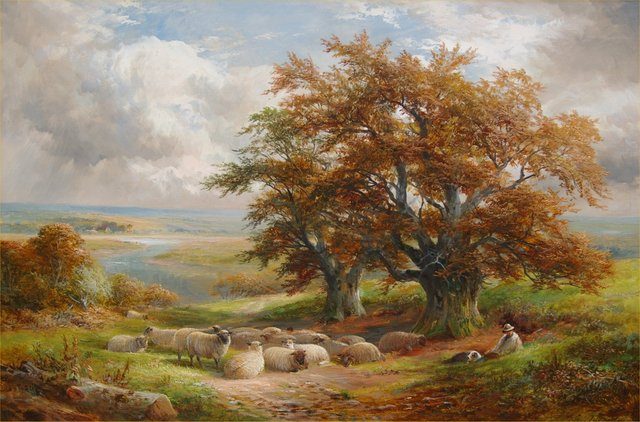
Shepherd and Flock by the Trent

Turner est né à Cromford dans le Derbyshire en Angleterre, et déménage ensuite à Derby avec sa famille. Très tôt il développe un talent pour la musique et l'art, encouragé par son père Thomas Turner, qui, bien que tailleur de profession, est aussi un passionné d'art. La formation de Turner est essentiellement autodidacte et sa passion le conduit à devenir peintre professionnel et professeur d'art.
Turner vit dans le Derbyshire toute sa vie. En 1865, il épouse Eliza Lakin (1837-1900), devenant ainsi agriculteur à temps partiel à Walnut farm à Barrow upon Trent. George et Eliza ont quatre enfants : William Lakin Turner (1867-1929), Mary Turner (épouse Chamberlain, puis Woore) (1868-1937), Florence Palmer Turner (1869-1955) et Percy Reed Turner (1871-1936). Il a plusieurs élèves brillants tels que David Payne et Louis Bosworth Hurt.
Après la mort d'Eliza en 1900, il déménage à Kirk Ireton et épouse l'artiste Kate Stevens Smith (1871-1964). Ils s'installent dans une maison à Idridgehay où il meurt en 1910. Son fils William Lakin Turner devient lui aussi un peintre paysagiste de renom.
Turner travaille à la peinture à l'huile et peint des scènes bucoliques du Derbyshire pour la plupart. Il laisse un héritage important de centaines de tableaux représentant la campagne anglaise avant l'arrivée de la mécanisation, l'automobile, et l'étalement urbain. Ses œuvres sont exposées à Nottingham et Birmingham. Turner est membre du comité d'art du Derby Museum and Art Gallery et les tableaux de son fils William et de lui-même se trouvent dans la collection de la ville.